# Warrior (Automarke)
Warrior (dt.: Krieger) war eine US-amerikanische Automobilmarke, die nur 1964 von der Vanguard Products in Dallas (Texas) gebaut wurde. Nicht verwechselt werden darf dieser Hersteller mit der Firma Vanguard Motors Corporation am gleichen Ort, die den Vetta Ventura baute.

## Fahrzeuge
Das einzige Modell Warrior war ein kleines Coupé mit zwei Türen und zwei Sitzplätzen. Der Radstand betrug 2413 mm. Angetrieben wurde der Wagen von einem V4-Motor, den die deutschen Ford-Werke in Köln zulieferten. Der Motor aus dem Ford Taunus 17M war als Mittelmotor eingebaut, hatte 1699 cm³ Hubraum und leistete 72 PS (53 kW) bei 4500 min−1.